# Алабуга (особая экономическая зона)
«Алабуга» — особая экономическая зона промышленно-производственного типа в Елабужском районе Республики Татарстан. Расположена в 10 км от Елабуги, в 25 км — от Набережных Челнов, в 40 км — от Нижнекамска и в 210 км — от Казани. Занимает площадь 3903,5 га.
Стопроцентным акционером управляющей компании АО ОЭЗ ППТ «Алабуга» является Министерство земельных и имущественных отношений Республики Татарстан.

## История

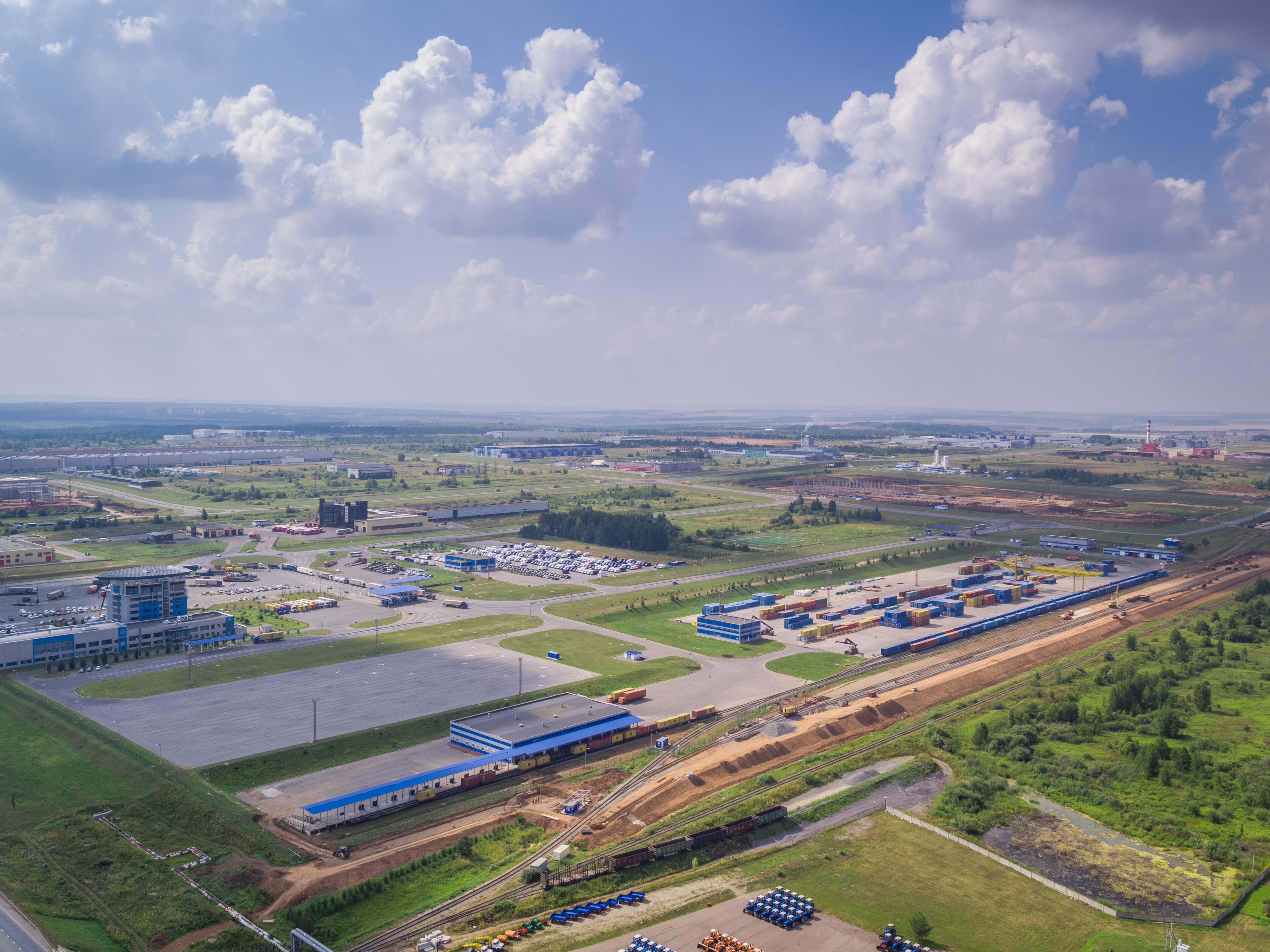
Общий вид на ОЭЗ «Алабуга», 2017 год

### Камский тракторный завод
В 1980-х годах правобережье Камы рассматривалось как перспективный промышленный центр. В районе Набережных Челнов было налажено сообщение по автомобильной и железной дороге, развёрнуты новые промышленные мощности «КамАЗа», открыты Завод транспортного электрооборудования и Картонно-бумажный комбинат, введена в строй Нижнекамская ГЭС. В 1984 году Совет министров СССР принял решение о строительстве в районе Елабуги Камского тракторного завода (КамТЗ), включавшего завод по производству универсальных тракторов, завод двигателей, завод топливной аппаратуры, завод турбокомпрессоров, литейно-кузнечный завод и станкостроительный завод, который по мобилизации мог бы перепрофилироваться на производство бронетехники. Дирекцию будущего завода возглавил директор литейного завода производственного объединения «КамАЗ» Николай Бех, под руководством которого был подготовлен генеральный план КамТЗ. Генеральным подрядчиком выступило производственное объединение «КамГЭСэнергострой», главным проектировщиком — харьковский «Гипротракторсельхозмаш», заказчиком строительства выступило Министерство тракторного и сельскохозяйственного машиностроения СССР. 12 октября 1984 года в основание будущего завода был уложен первый кубометр бетона, в 1985 году развернулись работы по строительству жилых домов, заводских корпусов, котельной, очистных сооружений, дороги от автомагистрали Казань — Набережные Челны до площадки завода. К 1988 году были смонтированы 6 корпусов завода, построена теплоэлектроцентраль, проложено 90 км газопровода высокого давления из Удмуртии и собрано 4 образца опытного трактора.

### Елабужский автомобильный завод
Однако Михаил Горбачёв усомнился в целесообразности эксплуатации огромного тракторного производства. В июле 1988 года Совет министров принял решение о реорганизации КамТЗ в Елабужский автомобилестроительный завод (ЕлАЗ), который перешёл в ведение Министерства автомобильной промышленности приказом от 9 августа 1988 года. На площадке ЕлАЗа в 1989—1995 годах планировалось развернуть массовый выпуск малолитражных легковых автомобилей, в частности «Оки». Также завод вёл переговоры о создании совместного с Fiat предприятия по выпуску Fiat Panda и совместно разработанной модели «А93», однако итальянская компания затягивала подписание договора, дожидаясь разрешения политического кризиса, от которого зависело финансирование проекта. На фоне нехватки средств запуск ЕлАЗа был перенесён с 1991 на 1992 год. В ноябре 1991 года решением Горбачёва завод перешёл в юрисдикцию Республики Татарстан и благодаря поддержке президента Татарстана Минтимера Шаймиева предприятию удалось избежать закрытия после распада Советского Союза.
Основным подразделением ЕлАЗа в 1990-х служил станково-инструментальный завод (СИЗ), запущенный в 1992 году и поставлявший свою продукцию крупным автопроизводителям и нефтеперерабатывающим заводам. Когда в 1997 году он вышел на безубыточность, на 100 тыс. м² работали около 1000 человек. Также республиканские власти реанимировали идею производства автомобилей и в конце 1995 года достигли принципиальных договорённостей с концерном General Motors. В начале 1996 года было учреждено совместное предприятие «ЕлАЗ — General Motors» с уставным капиталом 250 млн долларов, 25 % которого принадлежало американским инвесторам, остальное — в равных долях Татарстану и России. На выделенных предприятию площадях была налажена досборка произведённых в Бразилии внедорожников Chevrolet Blazer, а непосредственно ЕлАЗ занимался сторонними заказами на инструменты, станковые приспособления и запчасти, и совместно с французской компанией производил свеклоуборочные комбайны.
Первые 30 автомобилей Chevrolet Blazer вышли с конвейера в январе 1997 года, к концу 1998 года планировалось открыть производственный комплекс совместного предприятия в 601-м корпусе промышленной площадки и нарастить выпуск автомобилей до 50 тыс. в год. Началось создание дилерской сети Елабуга — Казань — Москва — Санкт-Петербург, а для снижения отпускной стоимости машин правительство Республики Татарстан снизило для «ЕлАЗ — General Motors» ставку налога на имущество. Однако финансирование трёхстороннего проекта буксовало: например, в середине 1997 года журналисты указывали на предоставление только 20 млн рублей из запланированных по линии республиканского бюджета 120, а Российская Федерация предоставила только 1,7 млн, после чего действовавший механизм финансирования проекта был фактически упразднён приказом президента России от 8 июля 1997 года.

### Свободная экономическая зона

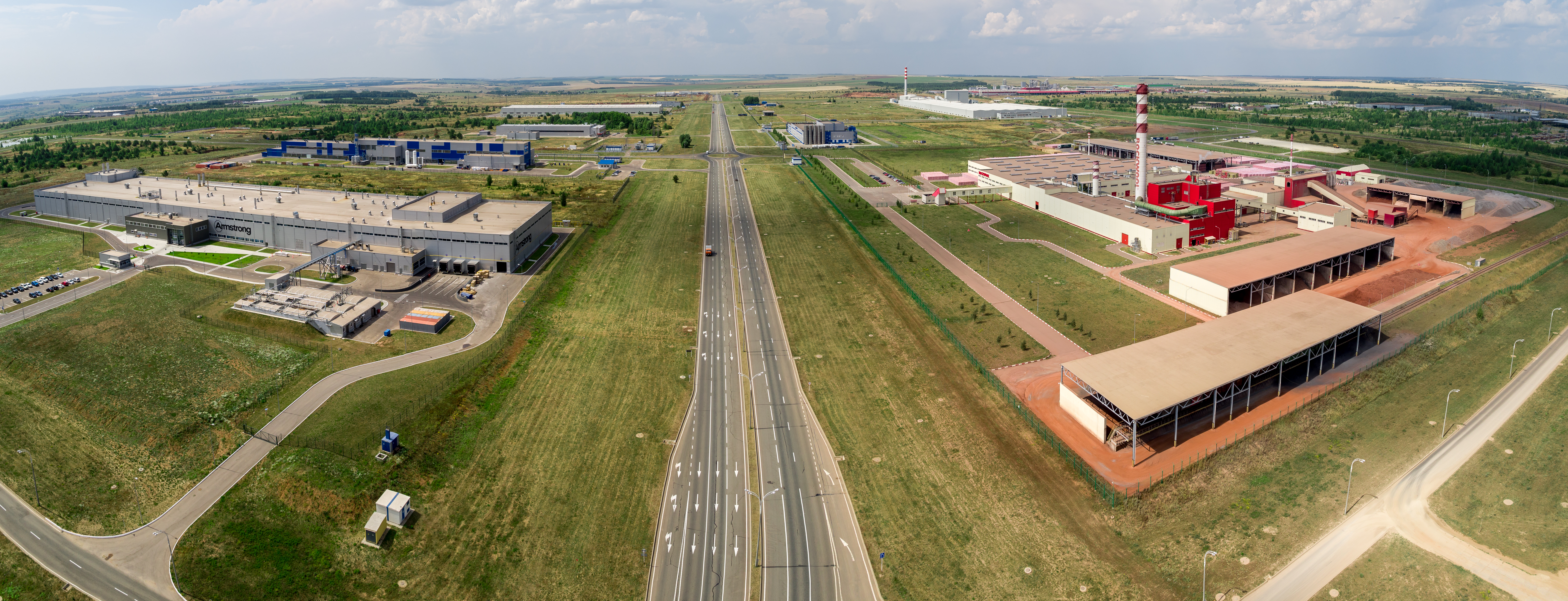
Общий вид улицы Ш-2 с восточной стороны

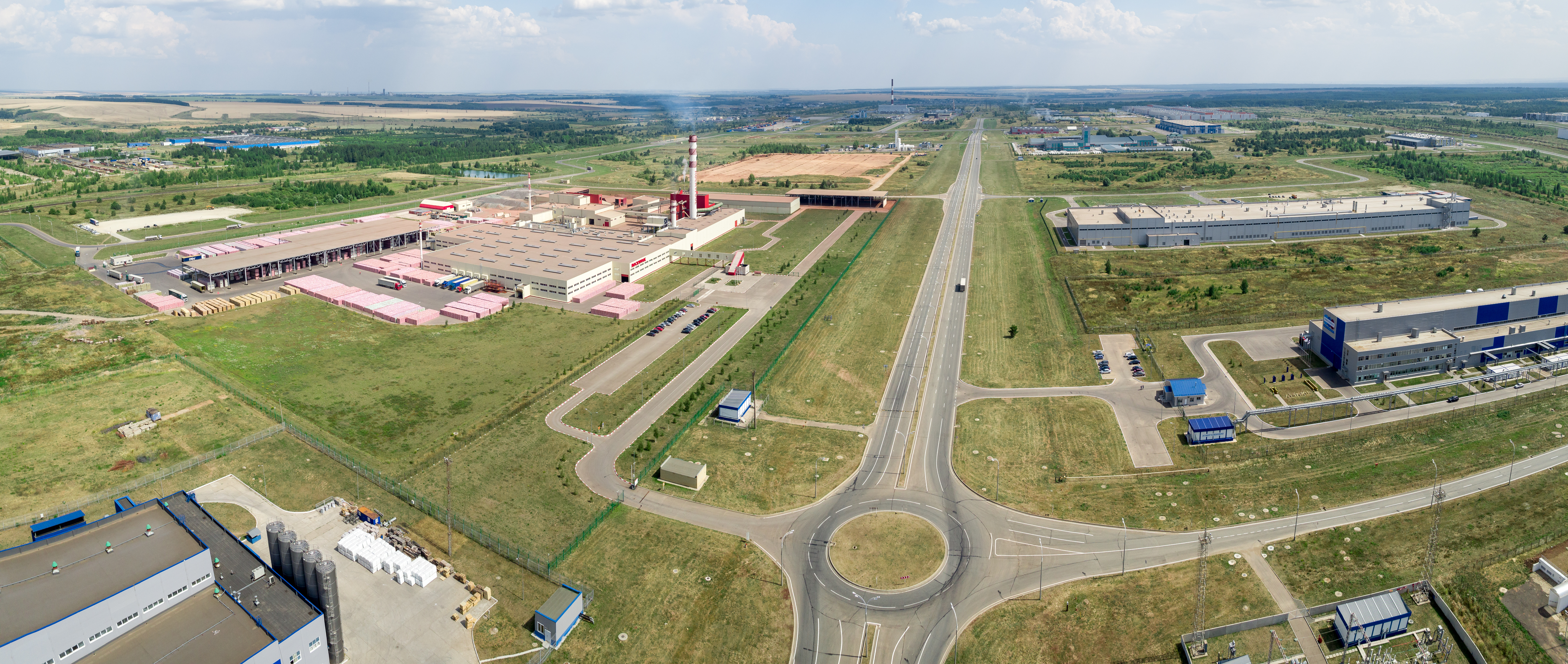
Общий вид улицы Ш-2 с западной стороны

Для привлечения финансирования и преодоления безработицы в Елабуге республиканское правительство обратилось к получившей широкое распространение в России в 1990-х годах практике создания свободных экономических зон, предназначенных для стимулирования региональной экономики через налоговые послабления и привлечение иностранного капитала. Закон Республики Татарстан «О свободной экономической зоне „Алабуга“» был принят 22 апреля 1998 года 33 голосами депутатов Государственного Совета Татарстана «за» и 1 «против». Регламент СЭЗ разрабатывался совместно с представителями Таможенного комитета РФ, Министерства финансов РФ, Государственного комитета Республики Татарстан по управлению имуществом. Резиденты СЭЗ были освобождены от всех налоговых платежей, кроме единого социального налога и налога на доход физических лиц. Несмотря на то что в 2001 году американский концерн вышел из совместного предприятия «ЕлАЗ — General Motors», СЭЗ продолжила работу. К 2003 году в СЭЗ разместились 13 компаний, в том числе совместное с Volvo предприятие «Скантат», выпускающее автобусы на шасси «КамАЗа», производство тракторов Минского тракторного завода, мясокомбинат «Модуль», производитель автомобильной химии «Д Пласт-Эфтек», производитель спецтехники на грузовом шасси «Автомастер», завод офисной мебели и торгового оборудования «ЕлТонс», производитель строительных компонентов «ДСК КМК» и совместное предприятие по выпуску обогревателей «Делонги — ЗАСС „Алабуга“».
Закон «О свободной экономической зоне „Алабуга“» содержал ряд принципиальных отличий от федерального законодательства, связанных с промышленно-производственным характером площадки и стремлением властей Татарстана избежать использования СЭЗ для уклонения от уплаты налогов. Республиканская прокуратура усмотрела в этих отличиях нарушения Гражданского кодекса, ограничивающие права граждан на занятие предпринимательской деятельностью, и опротестовала закон во время обсуждения поправок в сентябре 2001 года. Депутаты Госсовета Татарстана апеллировали к экономической целесообразности «Алабуги», но прокуратура не была удовлетворена этими доводами и направила в Верховный суд Татарстана требование признать закон не соответствующим федеральному законодательству. Верховный суд Татарстана отказал в удовлетворении требования, и прокуратура Татарстана обжаловала решение в Верховном суде Российской Федерации. Несмотря на отсутствие в федеральном законодательстве прямого запрета на создание свободных экономических зон с особыми режимами хозяйствования, Верховный суд России занял сторону прокуратуры, счёл создание СЭЗ на территории субъекта выходящим за рамки полномочий Госсовета Татарстана и 21 марта 2003 года отменил действие закона Республики Татарстан «О свободной экономической зоне „Алабуга“». 23 апреля 2003 года Государственный совет официально прекратил действие закона на территории республики.

### Дирекция инвестиционных программ
Для исполнения обязательств по обеспечению налоговых льгот и реализации инвестиционных проектов перед резидентами свободной экономической зоны правительство Татарстана учредило «Дирекцию инвестиционных программ на территории промышленной площадки „Алабуга“», порядок работы которой полностью соответствовал федеральному законодательству. Дирекция инвестиционных программ стала правопреемником свободной экономической зоны, и бывшая территория СЭЗ перешла под её управление. Уже в 2004 году на вверенной дирекции инвестиционных программ площадке были запущены 4 производственных проекта с 3 млн долларов инвестиций.

### Особая экономическая зона
Татарстанский опыт привлёк внимание Министерства экономического развития РФ в период работы над новым законом, регулирующим свободные экономические зоны. Представители дирекции инвестиционных программ были приглашены в рабочую группу по подготовке законопроекта, а после принятия закона «Об особых экономических зонах» в июле—августе 2005 года Елабугу посетил Герман Греф. Проект особой экономической зоны в Елабуге стал одним из победителей конкурса на создание первых двух ОЭЗ. 21 декабря 2005 года Правительство Российской Федерации приняло постановление № 784 «О создании на территории Елабужского района Республики Татарстан особой экономической зоны промышленно-производственного типа». Подписанное 18 января 2006 года трёхстороннее соглашение между Министерством экономического развития и торговли РФ, Правительством Республики Татарстан и администрацией Елабужского муниципального района возложило на Российскую Федерацию и Республику Татарстан обязательства по совместному финансированию инженерной, транспортной и социальной инфраструктуры ОЭЗ. 24 июля 2006 года было учреждено открытое акционерное общество «Особая экономическая зона промышленно-производственного типа „Алабуга“» (ОАО «ОЭЗ ППТ „Алабуга“»), акционерами которого стали ОАО «Особые экономические зоны», на 100 % принадлежащие Российской Федерации и Министерству земельных и имущественных отношений Республики Татарстан. Официальная церемония открытия «Алабуги» прошла 20 ноября 2007 года в присутствии президента Татарстана Минтимера Шаймиева, руководителя Федерального агентства по управлению особыми экономическими зонами Михаила Мишустина, министра экономического развития и торговли Эльвиры Набиуллиной, заместителя министра промышленности и энергетики Дениса Мантурова и заместителя председателя правительства Сергея Иванова.

## Инфраструктура

### Инженерные сети

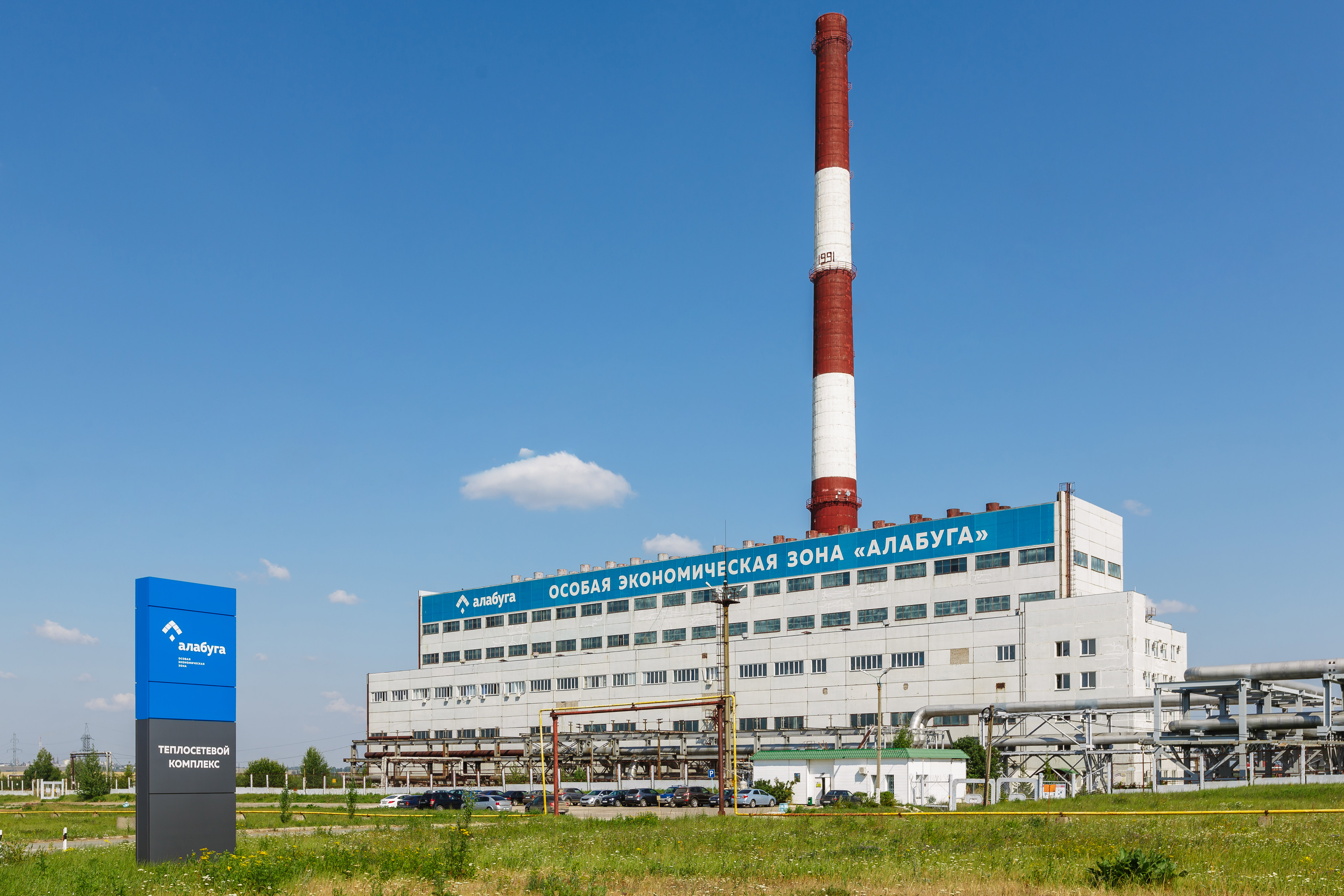
Теплосетевой комплекс

Электроснабжение «Алабуги» осуществляется через высоковольтные подстанции «Тойма-2» мощностью 100 МВт и «Щёлоков-500» мощностью 250 МВт. В декабре 2014 года была введена в эксплуатацию распределительная подстанция мощностью 600 МВт, призванная минимизировать риски перепадов напряжения для компаний — резидентов особой экономической зоны и обеспечить бесперебойное энергоснабжение даже при прекращении подачи электроэнергии с одной из подстанций. Водоснабжение объектов особой экономической зоны организовано через станцию очистки, которая получает воду из водозабора «Тураево», расположенного в 65 км от «Алабуги». Хозяйственно-бытовые стоки предприятий-резидентов проходят обработку на локальных очистных сооружениях и через систему самотёчно-напорной канализации направляются на очистные сооружения Елабужского муниципального района. Теплоснабжение обеспечивается собственными источниками тепла компаний-резидентов и действующими котельными Елабужской ТЭЦ (проектной) тепловой мощностью 420 Гкал/ч. Предприятие долгое время не производило электричества и специализировалось на поставках тепла «Алабуге», в сентябре 2016 года управляющая компания особой экономической зоны выкупила ТЭЦ у «Генерирующей компании», чтобы привлечь в ОЭЗ крупных потребителей тепла — компании тепличного хозяйства. Газоснабжение «Алабуги» проведено от газораспределительной станции «Центральная» магистрального газопровода «Можга — Елабуга».

### Логистика

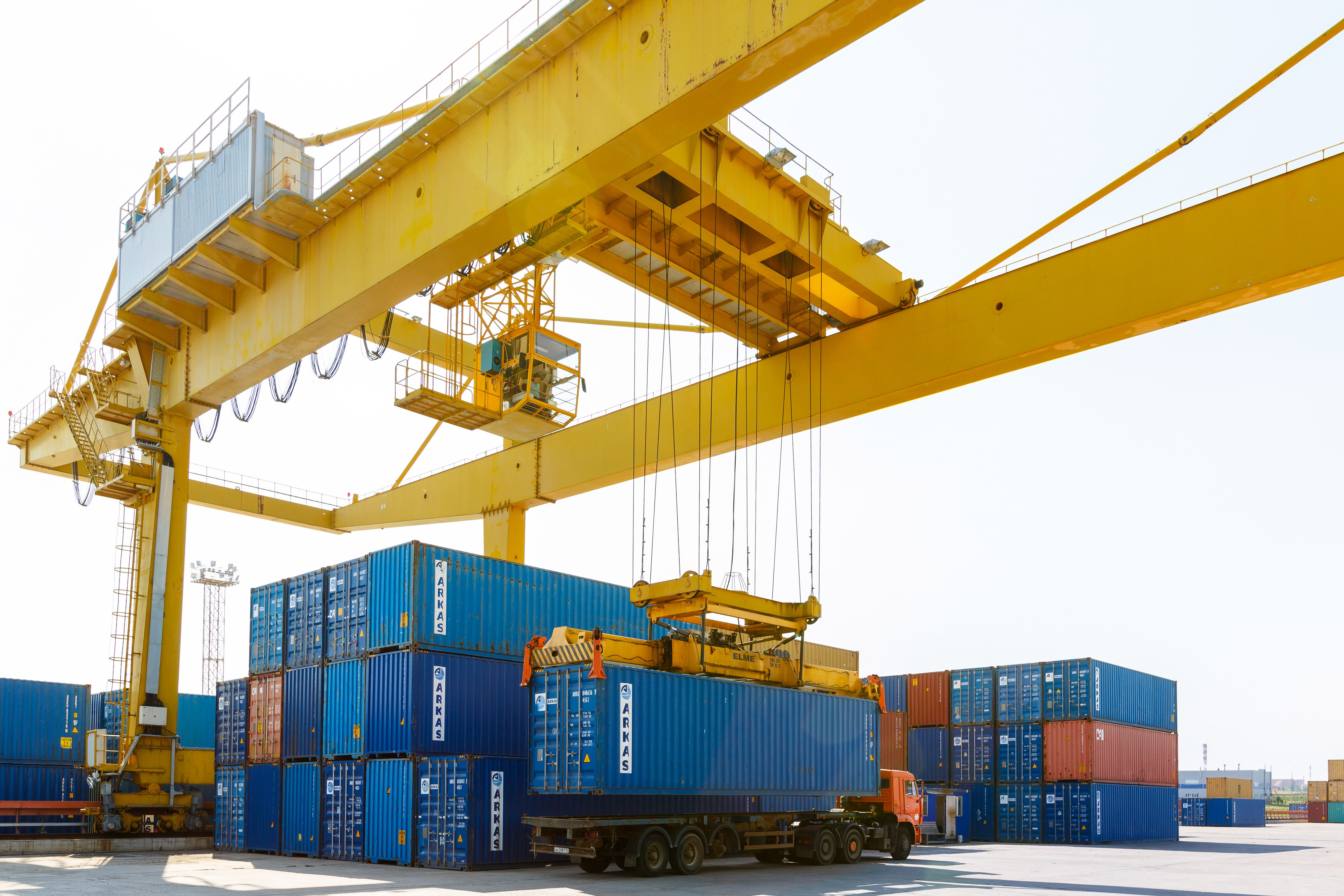
Контейнерная площадка

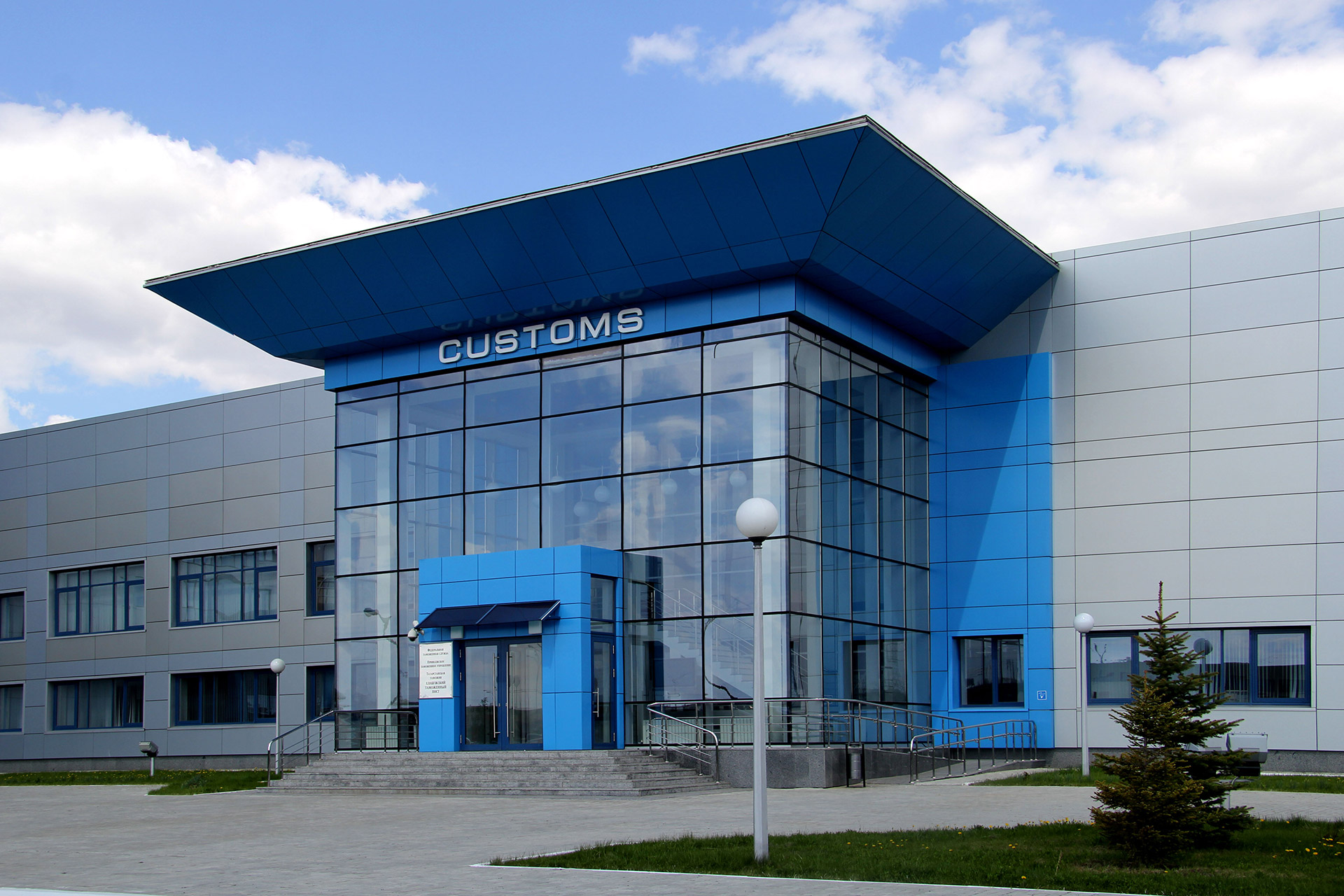
Таможня

Транспортную доступность «Алабуги» обеспечивают двухкилометровая подъездная дорога от автодороги федерального значения М7, речное сообщение с выходом к единой глубоководной системе России через порты в Набережных Челнах и Нижнекамске, международный аэропорт «Бегишево» и железнодорожные пути необщего пользования от станции Тихоново Куйбышевской железной дороги. В 2016 году управляющая компания запланировала строительство дополнительного хода железной дороги для обеспечения растущих потребностей резидентов. На 2017 год запланирован запуск грузового экспресса, который свяжет Куйбышевскую и Горьковскую железные дороги и будет курсировать по маршруту Сухобезводное — Тихоново и поставлять в «Алабугу» кварцевый песок для производства стекла.
C января 2008 года на территории «Алабуги» функционирует оборудованная контейнерная площадка для отправки грузов. В апреле 2008 года начал работу учреждённый годом ранее Елабужский таможенный пост татарстанской таможни, регион деятельности которого ограничен территорией особой экономической зоны «Алабуга». Собственный пост с 46 сотрудниками разместился в административно-деловом центре и стал частью «системы одного окна» для компаний-резидентов. Вместе с появлением таможенного поста в ОЭЗ была открыта свободная таможенная зона. По итогам 2014 года коллектив Елабужского поста был признан лучшим таможенным постом в России.

### Индустриальные парки

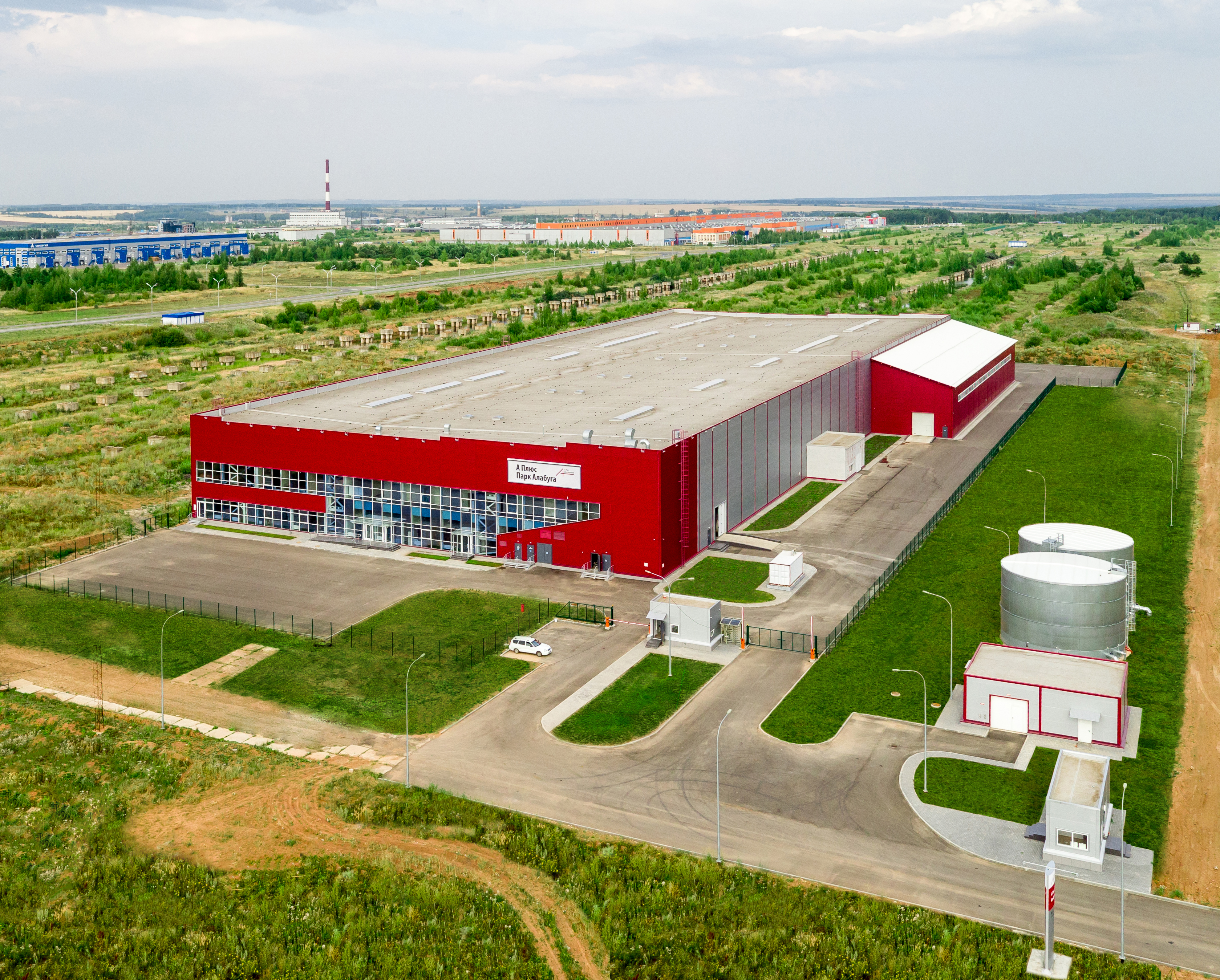
Индустриальный парк «А Плюс Парк Алабуга»

В 2015 году на территории «Алабуги» были открыты 2 индустриальных парка: «Синергия» и «А Плюс Парк Алабуга», площадки которых предоставляются компаниям-резидентам в аренду для развёртывания производства. В «Синергии» общей площадью 24500 м² предлагаются стандартные модули двух типов, включающие одновременно производственные площади и административно-бытовые. В «А Плюс Парк Алабуга» доступны 200 тыс. м² производственно-складских и офисных площадей класса А.

### Социальная инфраструктура
Планы развития особой экономической зоны «Алабуга» включают строительство жилья для сотрудников компаний-резидентов. В 2014 году завершилось строительство коттеджного посёлка «Три медведя» общей площадью 40,47 га, расположенного в 7 км от ОЭЗ. Посёлок включает 40 двухэтажных коттеджей, международную школу Alabuga International School с углублённым изучением английского языка, детский сад при школе, жилой дом для преподавателей, жилой дом для специалистов, 2 котельные, водозаборные и водоочистные сооружения. В посёлке предусмотрены рекреационные зоны, общественный центр, спортивный комплекс, ресторан и магазин. В октябре 2016 года «Алабуга» приобрела открытый в 2009 году в исторической части Елабуги гостиничный комплекс Alabuga City Hotel. Руководство особой экономической зоны запланировало переориентировать гостиницу на сотрудников компаний-резидентов, командированных в «Алабугу», и в 2017 году выбрала в качестве оператора международную сеть «Рамада». Также планы развития особой экономической зоны предполагают строительство в Алабуге микрорайона «Северный» площадью 115,9 га, в состав которого войдут 209 индивидуальных жилых домов общей площадью 33,4 тыс. м² и многоквартирную застройку общей площадью 242 тыс. м², что обеспечит плановую численность населения в 9453 человека. На территории будущего микрорайона предусмотрены общеобразовательные школы и детские сады, общественный центр и парковая зона площадью 19,6 га.

### Корпоративный университет
В 2016 году в «Алабуге» начал работу собственный корпоративный университет — программа подготовки руководителей высшего звена для компаний-резидентов. Обучение строится по методу изучения кейсов, включает мастер-классы по маркетингу, стратегическому управлению и управлению производством, которые проводят руководители особой экономической зоны и компаний-резидентов. В рамках обучения студенты проходят стажировку в различных подразделениях дирекции «Алабуги» и разрабатывают проекты для решения реальных потребностей администрации и резидентов ОЭЗ. В апреле 2017 года состоялся выпуск второго набора студентов.

### Алабуга Политех
В 2021 году на территории особой экономической зоны открылись курсы «Алабуга Политех». Несмотря на то, что их называют колледжем, они не являются самостоятельным учебным заведением, а лишь подразделением Елабужского политехнического колледжа. Предметы общеобразовательной программы ведут преподаватели Елабужского колледжа, не заинтересованные в такой дополнительной нагрузке.
Колледж «Алабуга Политех» стал объектом постоянной критики и обвинений в связи с рядом проблем. Возникали жалобы на недостаточное качество образования, принудительный ночной труд учащихся, жестокое обращение, а также на отсутствие должной поддержки со стороны администрации в случае сложностей.
В 2021 и 2023 годах из-за жестокого обращения и страха отчисления двое учащихся колледжа покончили с собой.
В начале учебного года на территории экономической зоны играют в пейнтбол, но смысл этого — не в развлечении студентов. Топ-менеджер «Алабуги» Сергей Алексеев сказал: «Студенты должны страдать, им должно быть больно». Проигравшие команды наказывают. Самое распространенное наказание — расстрел из пейнтбольного оружия. Студенты рассказывают, что в случае отчисления родители вынуждены будут платить колледжу от 170 до 420 тысяч рублей, в зависимости от направления обучения и прошедшего срока.
2 апреля 2024 года два БПЛА атаковали комплекс хостелов при заводе боевых дронов, для сотрудников «Алабуга Политех», в ходе удара пострадало 14 рабочих предприятия. Ранее журналисты сообщали, что студенты «Алабуга Политех» участвуют в сборке иранских ударных дронов, которые используются в российском нападении на Украину.

## Управляющая компания и финансовые показатели

### Управляющая компания
Управляющая компания особой экономической зоны — АО «ОЭЗ ППТ „Алабуга“», акционером которой является Министерство земельных и имущественных отношений Республики Татарстан. Управляющая компания выполняет работу по взаимодействию с органами государственной власти и занимается IR-сопровождением работы ОЭЗ. С 2009 года АО ППТ ОЭЗ «Алабуга» осуществляет добровольную сертификацию менеджмента качества. В 2013 году «Алабуга» получила сертификат соответствия требованиям ГОСТ 9001-2011 (ISO 9001: 2008). В 2014 году Федеральное агентство по техническому регулированию и метрологии выдало управляющей компании ОЭЗ сертификат соответствия системы экологического менеджмента и сертификат соответствия менеджмента безопасности труда и здоровья. Деятельностью ОАО «ОЭЗ ППТ „Алабуга“» руководит совет директоров, оперативное управление осуществляет генеральный директор.

### Финансовые показатели
«Алабуга» — крупнейшая, наиболее успешная особая экономическая зона промышленно-производственного типа в России: она приносит 59 % совокупной выручки всех ОЭЗ страны (на 2019 год), вложения частного капитала в «Алабугу» составляют 39 % от всех средств, вложенных в ОЭЗ в России (на 2019 год). На 2019 год «Алабуга» подписала контракты на инвестиции общим объёмом 179,8 млрд рублей, из них были освоены 121,6 млрд, крупнейшие зарубежные инвесторы — Нидерланды и Турция. В совокупности компании-резиденты создали на территории «Алабуги» более 6,7 тыс. рабочих мест.
На 2019 год на «Алабугу» приходилось 34 % налоговых отчислений (без учёта НДС) всех особых экономических зон России. С момента создания по 2016 год её резиденты выплатили 36,5 млрд рублей налогов (в том числе 4,3 млрд в 2018 году). Свидетельством эффективности «Алабуги» служит то, что рост налоговых поступлений резидентов превосходит налоговые расходы — совокупность предоставленных им налоговых льгот. По плану к 2023 году число резидентов должно достичь 120, объём годовых налоговых отчислений — 32 млрд рублей в год.
Согласно отчету Минэкономразвития России, «Алабуга» признана эффективно функционирующей особой экономической зоной по результатам 2019 года. Подобный статус присваивается на основании расчетов, которые включали 25 абсолютных и относительных количественных показателей, такие как деятельность резидентов, рентабельность, деятельность органов управления, согласно которым ОЭЗ набрала 97 %.

## Резиденты
Процедура получения статуса резидента определена законодательно: компания-претендент должна зарегистрировать юридическое лицо в Елабужском муниципальном районе и представить бизнес-план с инвестициями не менее 120 млн рублей. Заявка рассматривается наблюдательным советом «Алабуги». Средний срок получения статуса — 3 месяца. На октябрь 2017 года в «Алабуге» были зарегистрированы 57 компаний-резидентов, 23 завода были введены в эксплуатацию, остальные находились на стадии стройки или проекта.

### Налоговый режим
Налогообложение резидентов «Алабуги» осуществляется в соответствии с российским законодательством об особых экономических зонах. Компании-резиденты имеют ряд налоговых преференций и льгот, определённых федеральными правовыми актами и правовыми актами Республики Татарстан:
- налог на прибыль составляет 2 % на протяжении первых 5 лет, 7 % — с 6-й по 10-й год и 15,5 % — до 2055 года. Срок отсчитывается с момента получения предприятием первой прибыли (в соответствии с законом Республики Татарстан от 10 февраля 2006 года № 5-ЗРТ);
- налог на имущество — 0 % на протяжении 10 лет с момента формирования налогооблагаемой базы, причём срок действия может быть продлён законом Республики Татарстан (в соответствии с пунктом 17 статьи № 381 Налогового кодекса Российской Федерации);
- резиденты «Алабуги» освобождены от уплаты транспортного налога на 10 лет с момента постановки транспортного средства на учёт (в соответствии с законом Республики Татарстан от 29 ноября 2002 года № 24-ЗРТ) и уплаты налога на землю на аналогичный срок с момента возникновения прав собственности на участок (по решению Совета Елабужского муниципального района от 25 января 2006 года № 38);
- в соответствии с режимом свободной таможенной зоны импортируемые оборудование и продукция, используемые на территории «Алабуги», освобождены от таможенных пошлин (10 %) и налога на добавленную стоимость (20 %).

### Действующие предприятия

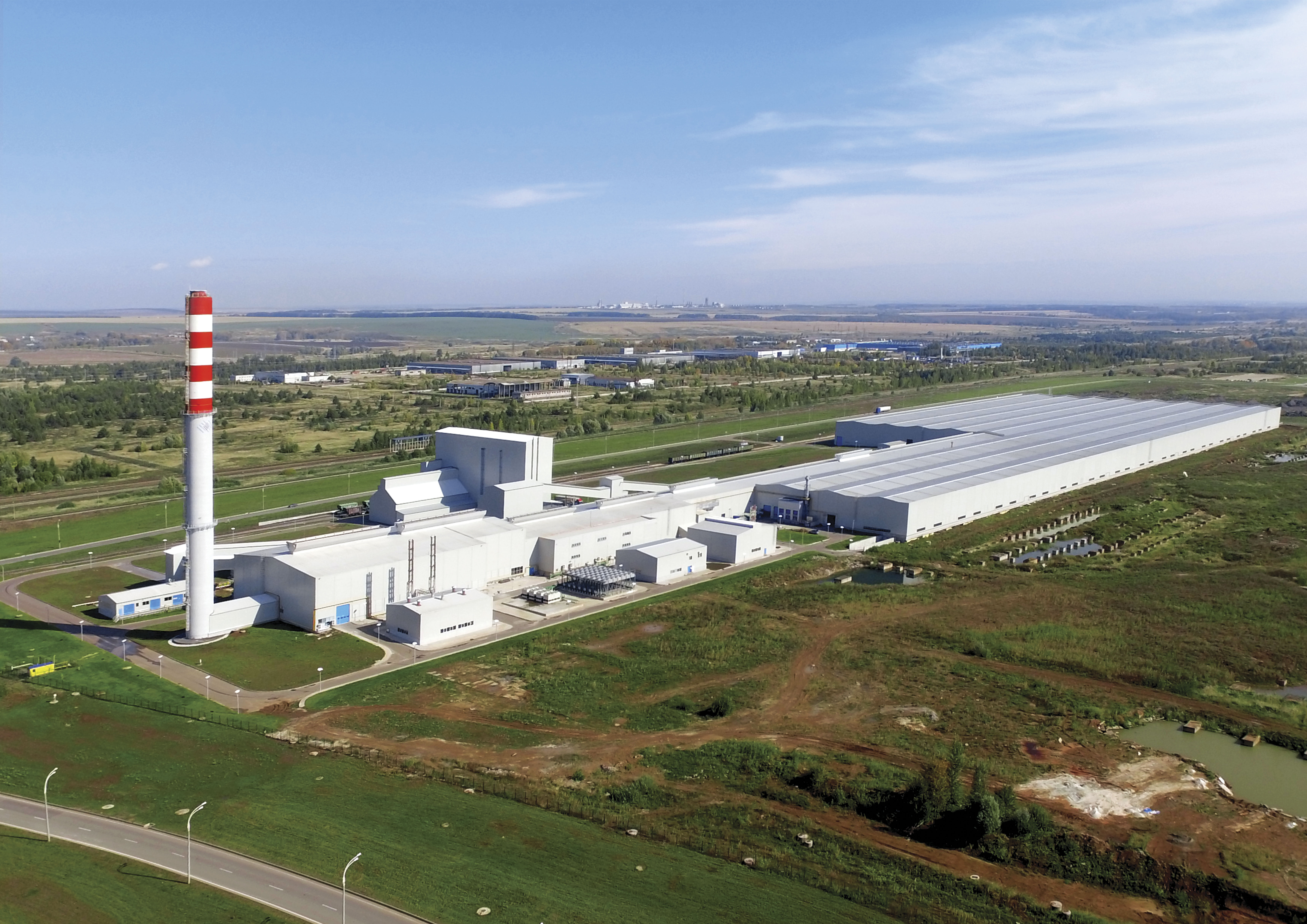
Завод «Тракья Гласс Рус»

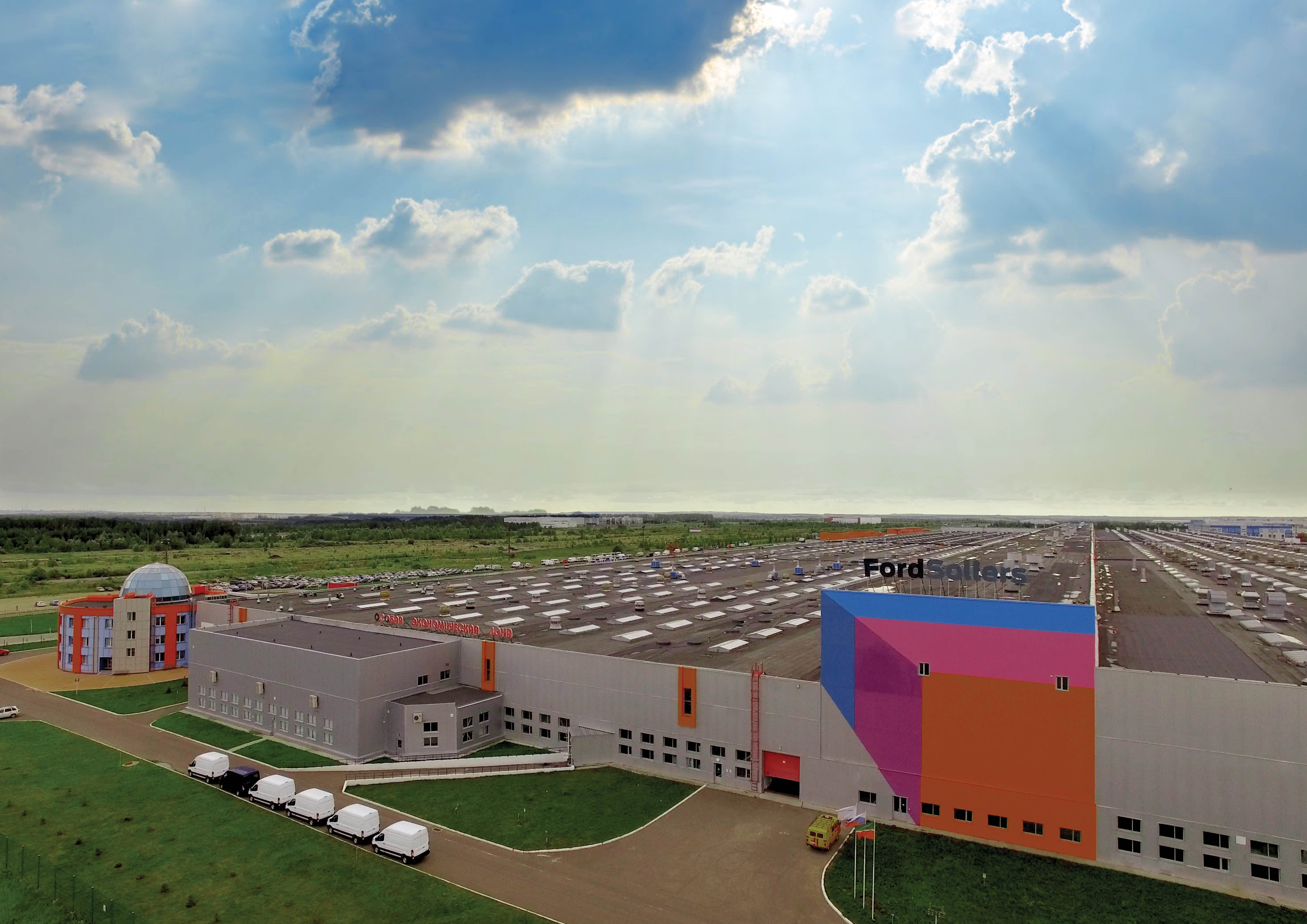
Завод «Форд Соллерс Елабуга»

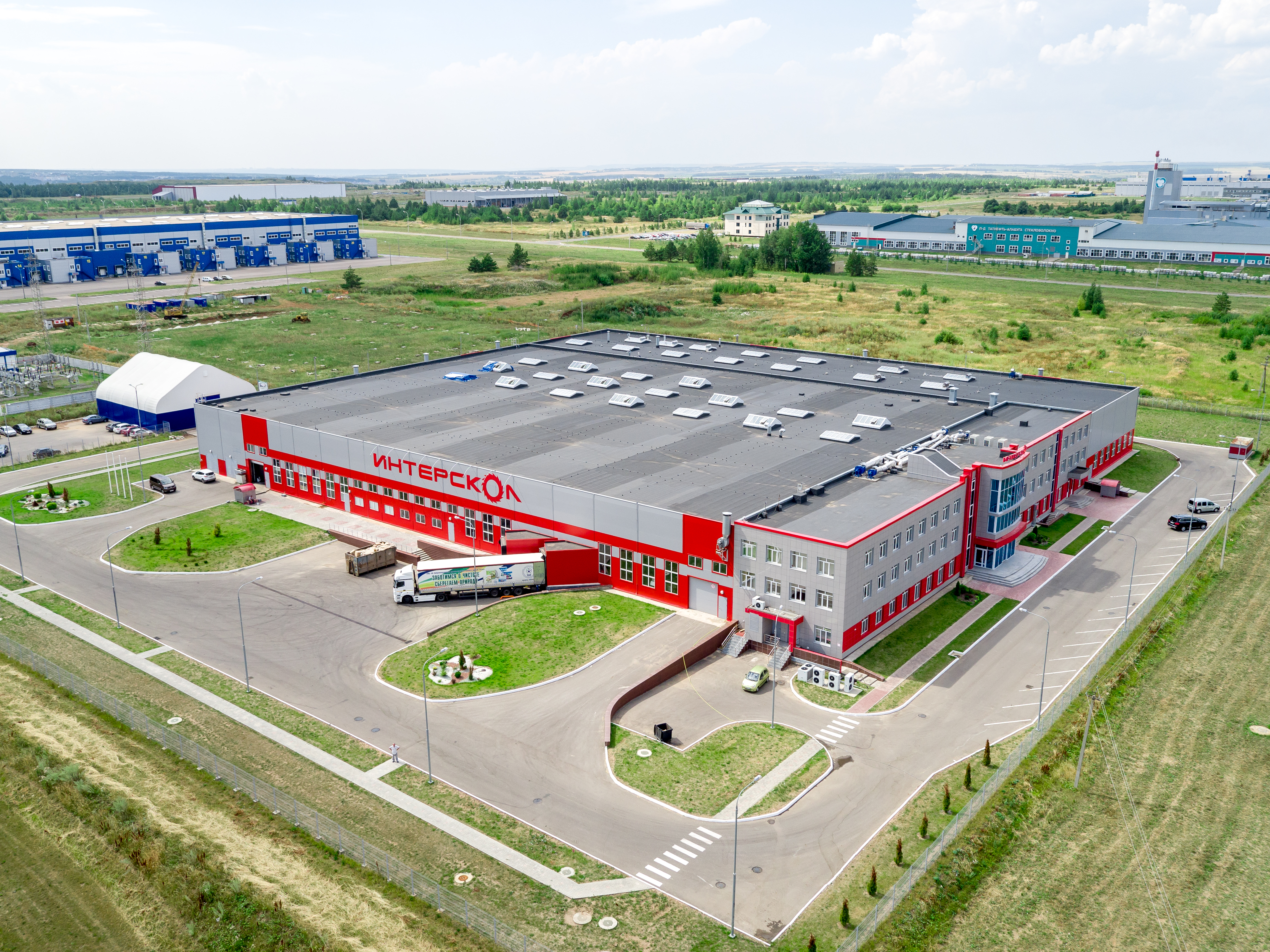
Завод «Интерскол»

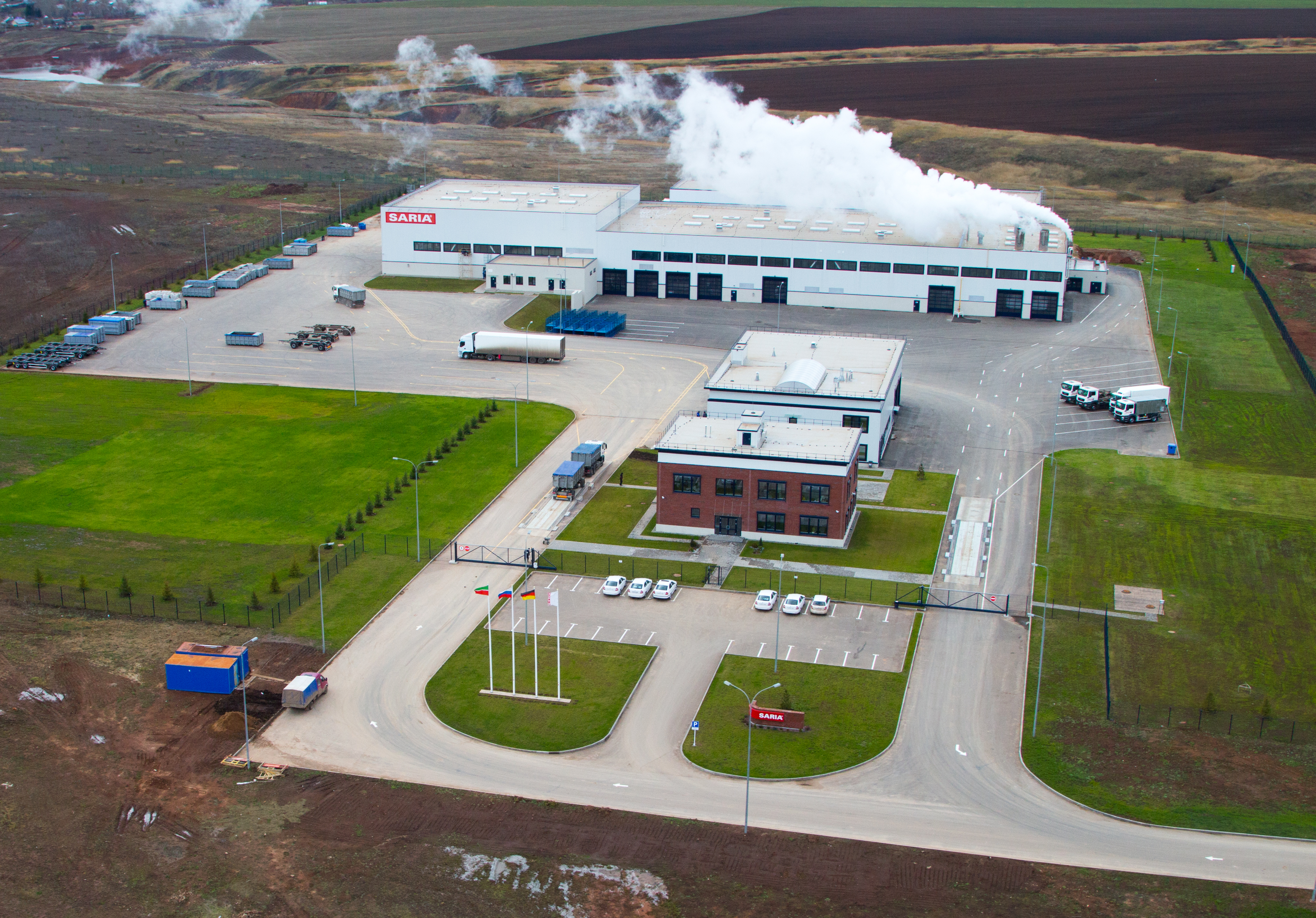
Завод «Сария Био-Индастрис Волга»

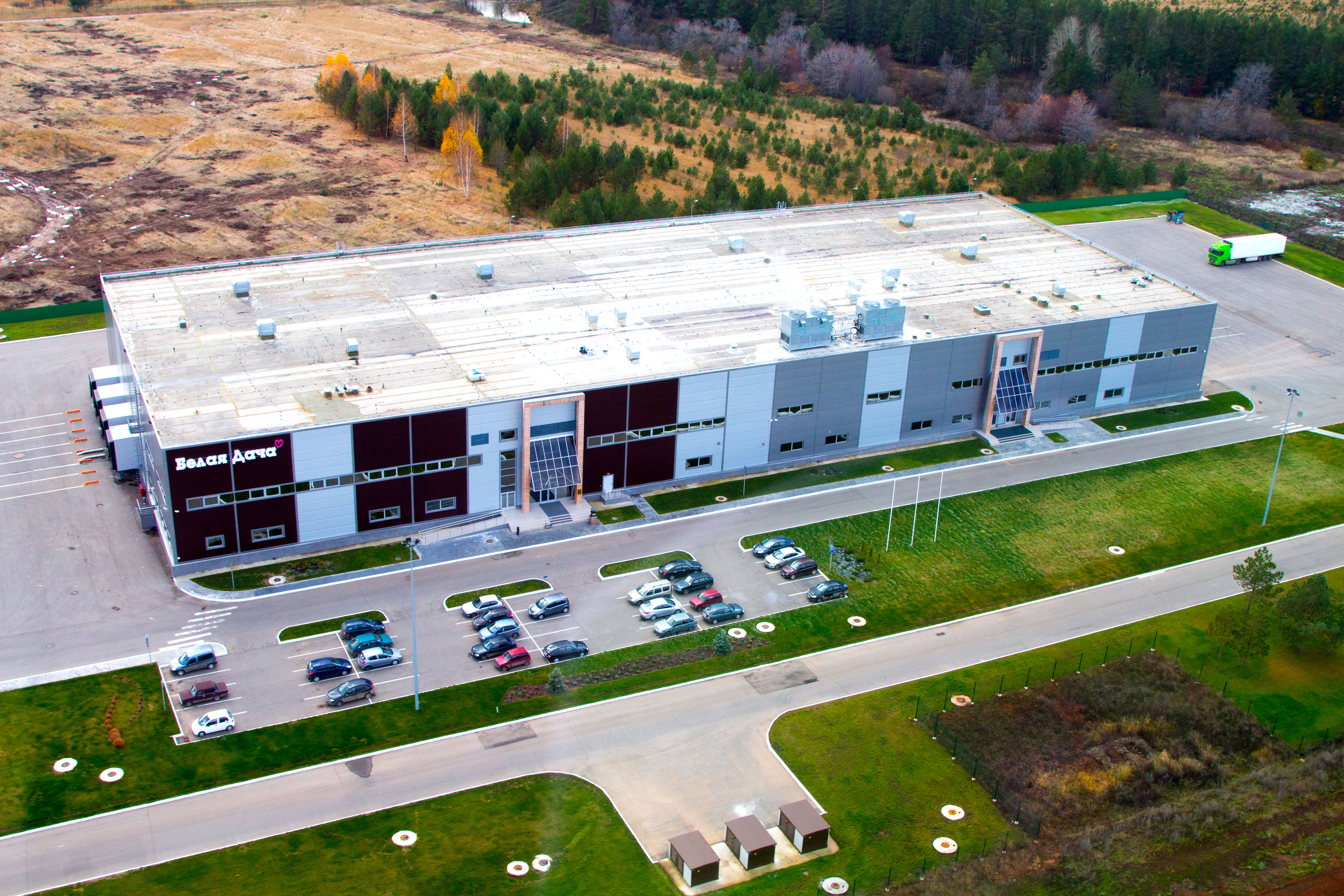
Завод «Белая Дача Алабуга»

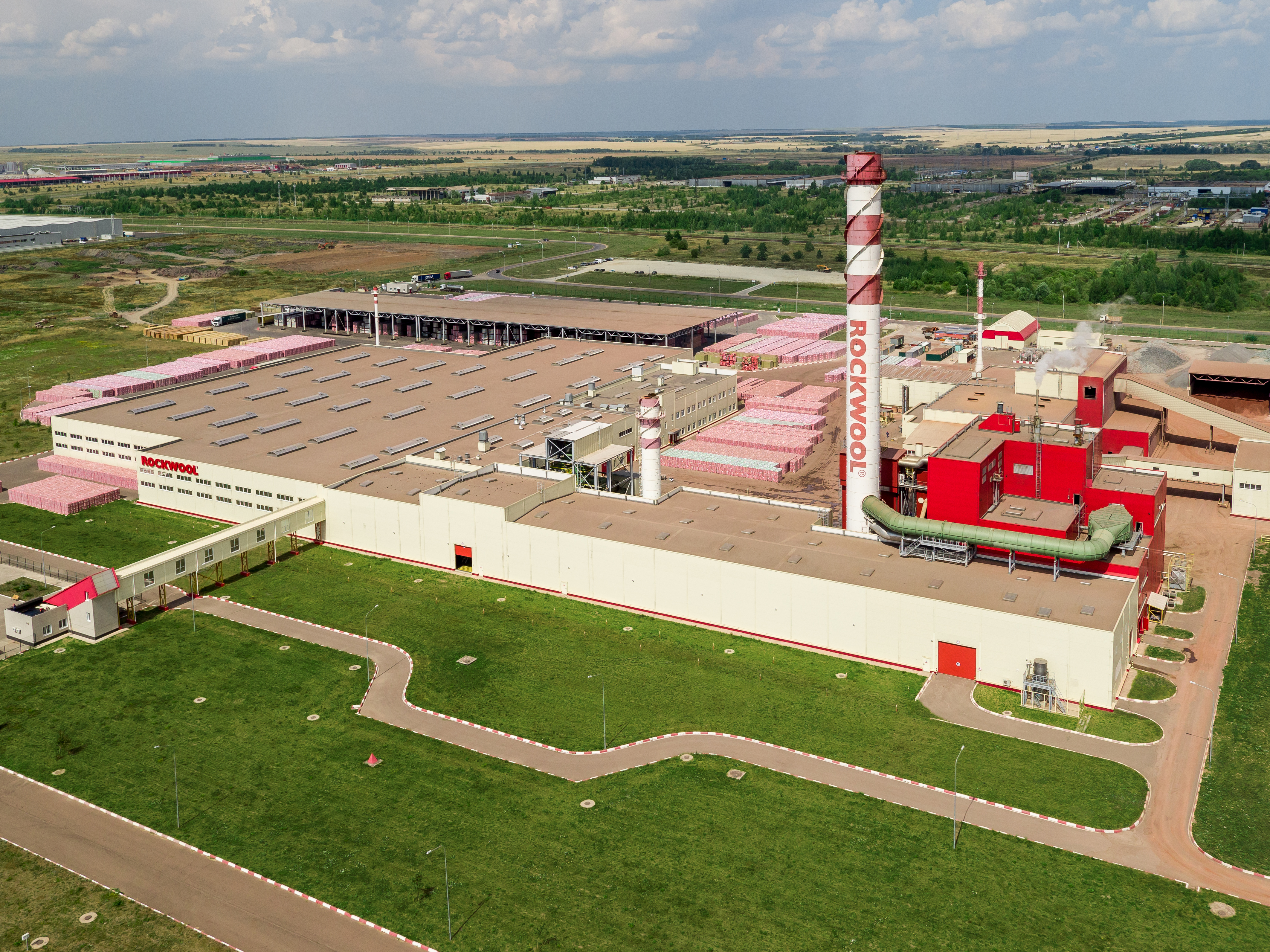
Предприятие «Роквул-Волга»

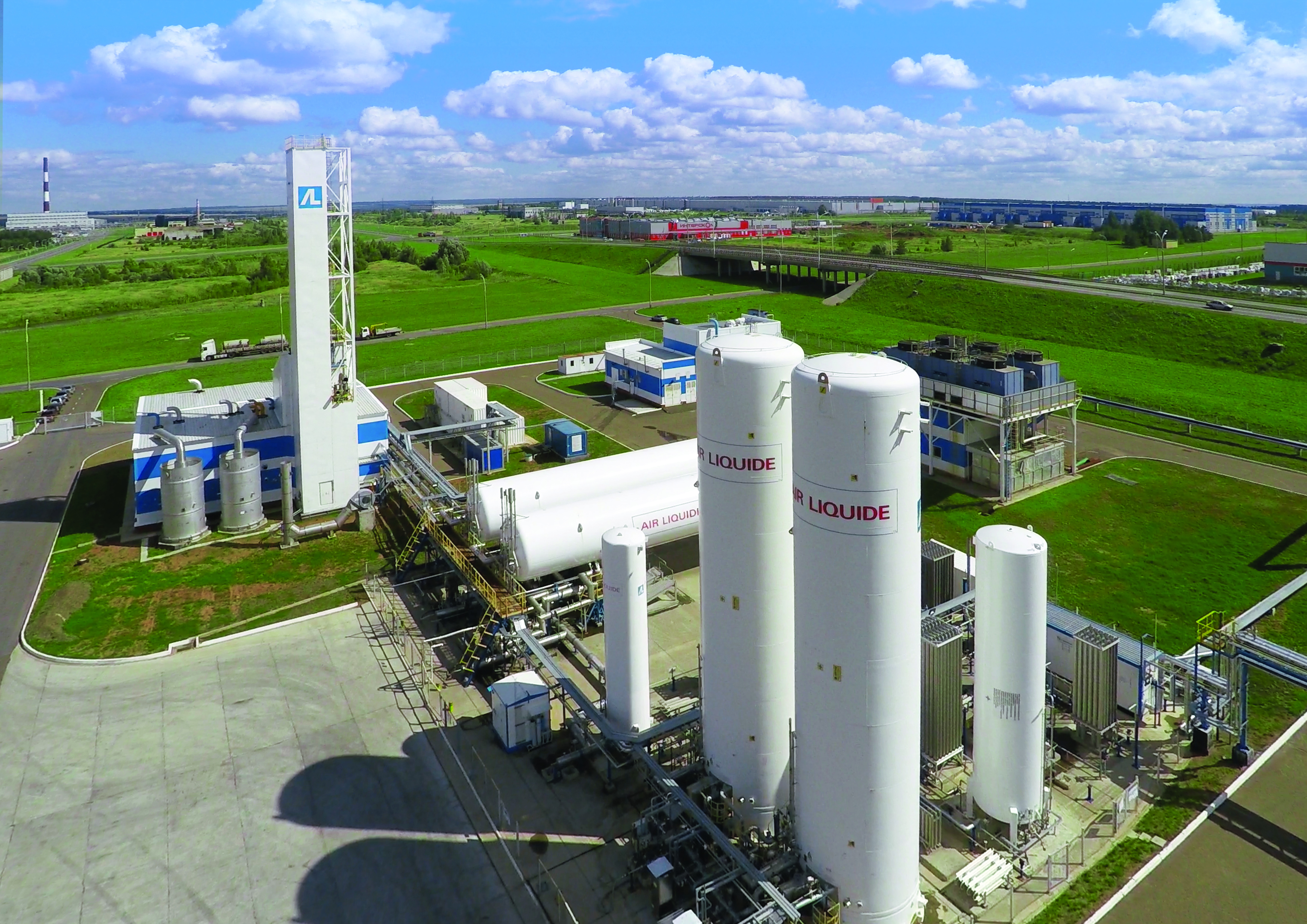
Предприятие «Эр Ликид Алабуга»

1. «Драйлок Текнолоджиз» — завод бельгийской компании Drylock Technologies по производству санитарно-гигиенических изделий. Открытие предприятия состоялось 8 октября 2016 года[57].
2. «Тракья Гласс Рус» — совместный проект турецкого холдинга «Шишеджам[англ.]» (70 %) и французской компании Saint-Gobain по производству листового стекла, зеркал и стёкол с напылением. Мощность завода — 230 тыс. тонн листового стекла в год. Открытие предприятия состоялось 8 октября 2016 года[58].
3. «Аутоматив Гласс Альянс Рус» — предприятие по производству автомобильного стекла проектной мощностью 800 тыс. комплектов в год. Открытие предприятия состоялось 8 октября 2016 года[58].
4. «Дизайн-Рус Алабуга» — производство полимерных труб турецкой компании Dizayn Group. Мощность производства достигает 23,3 тыс. тонн продукции в год. Предприятие действует с 25 ноября 2015 года[59].
5. «3M Волга» — проект компании 3M, производство промышленных товаров, антикоррозийных покрытий, абразивных материалов, стеклянных микросфер, промышленных клейких материалов и клейких лент[6]. Завод был введён в эксплуатацию в октябре 2015 года[60].
6. «Армстронг Билдинг Продактс» — завод по производству подвесных потолочных систем компании Armstrong World Industries. Заявленный объём производства — 22 млн м² продукции в год. Предприятие открыто 9 июня 2015 года[61].
7. «Хави Логистикс Елабуга» — производственно-распределительный центр компании Havi Logistics[нем.], обеспечивающий поставки в сеть ресторанов быстрого питания McDonald's. Комплекс, включающий 5832 м² складских помещений и 1080 м² административных, был введён в эксплуатацию в июне 2015 года[6][62].
8. «Хухтамаки Фудсервис Алабуга» — компания — производитель одноразовой посуды, принадлежащая финской Huhtamäki, сотрудничающей с сетью ресторанов быстрого питания McDonald's. Запуск производственной линии, рассчитанной на выпуск 641 млн изделий в год, состоялся в июне 2015 года[6][62].
9. «Алабуга-Волокно» — предприятие госкорпорации «Росатом» по производству углеродного волокна. Предприятие открылось 15 мая 2015 года[63].
10. «Хаят Кимья» — завод по выпуску санитарно-гигиенической бумаги (туалетная бумага, полотенца, салфетки, носовые и косметические платки). Производство проектной мощностью 65 тыс. тонн продукции в год было запущено в марте 2015 года[6][64].
11. «Интерскол-Алабуга» — производитель электроинструментов и средств малой механизации. Предприятие было запущено в октябре 2014 года. Проектная мощность существующей линии составляет 1,25 млн единиц оборудования в год[6]. Компания ведёт строительство 2-й и 3-й очереди предприятия, которые позволят нарастить производство до 5 миллионов единиц оборудования в год[65].
12. «Кастамону Интегрейтед Вуд Индастри» — дочерняя компания турецкого производителя МДФ, производящая покрытые и непокрытые меламином МДФ-плиты, напольные покрытия, мебельные панели. Предприятие проектной мощностью 457 тыс. м³ в год было официально открыто в сентябре 2014 года[6].
13. «Джошкуноз Алабуга» — завод турецкой компании Джошкуноз по производству металлических кузовных деталей автомобилей для ООО «Форд Соллерс Холдинг». Открытие предприятия состоялось 29 августа 2014 года[66].
14. «РМА-Рус» — производство стальных шаровых кранов. Предприятие запущено в мае 2014 года. Проектная мощность — 11 тыс. единиц продукции в год[6].
15. «Сария Био-Индастрис Волга» — завод по производству технического и кормового жира и костной муки из отходов животноводства немецкой компании SARIA Bio-Industries. Предприятие действует с сентября 2013 года[67].
16. «Вертикаль-Алабуга» — предприятие по организации производства бетона и железобетонных изделий в ОЭЗ «Алабуга», мощность — до 94 тыс. м3 в год. Предприятие действует с 2013 года[68].
17. «Белая Дача Алабуга» — завод по переработке салатной и овощной продукции. Производственная мощность предприятия — 12 тыс. тонн продукции в год. Запуск производства состоялся 29 августа 2012 года[69].
18. «Роквул-Волга» — дочернее предприятие датского производителя каменной ваты Rockwool[6]. Завод был запущен в апреле 2012 года и стал одним из крупнейших в Европе предприятий по производству минераловатной теплоизоляционной продукции[50].
19. «Форд Соллерс Елабуга» — совместное предприятие по производству автомобилей и двигателей компаний Ford и Sollers[50]. Проектная мощность завода — 85 тыс. автомобилей и 185 тыс. двигателей в год[6]. Автомобильный завод начал работу в январе 2012 года[70]. Завод по производству двигателей был введён в эксплуатацию 3 сентября 2015 года[71].
20. «Эр Ликид Алабуга» — дочернее предприятие Air Liquide по производству технических газов. Первая очередь предприятия (воздухораспределительная установка для нужд «П-Д Татнефть-Алабуга Стекловолокно») была введена в эксплуатацию состоялся в июле 2010 года, вторая — в мае 2012, в августе 2014 года была запущена установка по производству водородно-азотной смеси для завода «Тракья Гласс Рус»[6].
21. «П-Д Татнефть-Алабуга Стекловолокно» — предприятие по производству стекловолокна и продукции на его основе. Первая очередь производства заработала в ноябре 2009 года. Проектная мощность производства — 21 тыс. тонн готовой продукции в год[72].
22. «Полиматиз» — предприятие по производству нетканного полотна на основе полипропилена мощностью более 17 тыс. тонн готовой продукции в год. Производство было открыто в июле 2009 года[6].

В июле 2023 года издание «Протокол» и YouTube-канал «РЗВРТ» выпустили расследование, в котором рассказали о сборке на одном из заводов на территории особой экономической зоны «Алабуга» боевых дронов иранского производства. Авторы утверждают, что речь идёт о беспилотниках Shahed. В расследовании говорится, что руководство «Алабуги» планирует развить производство дронов, включая адаптацию и производство комплектующих внутри экономической зоны. Основную роль в производстве дронов-камикадзе играют студенты.

### Перспективы
В декабре 2016 года «Алабуга» достигла принципиальных договорённостей о сотрудничестве с Тянцзиньской зоной экономического и технического развития (TEDA) — одной из первых и наиболее успешных свободных экономических зон Китая. В качестве перспективных направлений рассматривались привлечение в татарстанскую особую экономическую зону более 60 компаний-резидентов из Китая, введение TEDA в состав акционеров «Алабуги» через продажу китайской СЭЗ части запланированной на 2018—2019 годы дополнительной эмиссии акций АО «ОЭЗ ППТ „Алабуга“» и создание совместного предприятия — разработкой его проекта занималась аудиторско-консалтинговая фирма PriceWaterhouseCoopers.
На Петербургском международном экономическом форуме 2017 года Республика Татарстан и государственная корпорация по атомной энергии «Росатом» подписали соглашение о строительстве в «Алабуге» завода по производству полиакрилонитрила — основного сырья для производства углеволокна. Новый завод дополнит уже существующее производство углеволокна из полиакрилонитрила «Алабуга-Волокно», создав полный цикл производства углеволокон. Строительство запланировано на 2017—2020 годы, при выходе на проектную мощность предприятие обеспечит 700 рабочих мест. Планируется, что завод станет ключевым инвестиционным проектом межрегионального композитного промышленного кластера, который объединит отраслевые мощности Республики Татарстан, Московской и Саратовской областей в единый технологический цикл выпуска композитных материалов.
В конце 2018 года глава Минпромторга Денис Мантуров объявил о запуске серийного производства автомобилей марки Aurus на заводе Ford Sollers в ОЭЗ «Алабуга», которая готова обеспечить необходимую инфраструктуру. В 2020 году сроки запуска серийного производства были отложены на год в связи с пандемией коронавируса. Осенью 2021 года планируется представить предсерийный образец Aurus Komendant, массовое производство которого предполагается к запуску в апреле 2022 года.

## Санкции
18 декабря 2023 года из-за российского вторжения на Украину «Алабуга» включена в санкционный список стран Евросоюза:

На территории "Алабуги" расположены предприятия, в том числе "Супер Кам", "Авиатест Аэро" и "Альбатрос", которые занимаются сборкой БПЛА. Эти предприятия входят в российскую госпрограмму и были созданы при содействии Ирана для обучения персонала и поставкой компонентов с целью сборки военных БПЛА для использования в агрессивной войне России против Украины. БПЛА (Shahed-136), произведенные в ОЭЗ "Алабуга" при финансировании государственной группы ВТБ, используются российской армией на Украине— «Официальный журнал Европейского союза», Брюссель, 18 декабря 2023 года
23 февраля 2024 года «Алабуга» включена в блокирующий санкционный список США. Власти страны отмечали, что экономическая зона участвует в сборке иранских БПЛА для российской армии и контролируется правительством Татарстана, при этом компания использовала несовершеннолетних студентов из дочернего политехнического университета в качестве рабочих для сборки БПЛА. Также санкции введены против руководства компании.

## Награды
С 2012 года «Алабуга» входит в рейтинги лучших свободных экономических зон fDi Intelligence — подразделения делового издания The Financial Times. В рейтинге 2012—2013 годов «Алабуга» заняла 40 место. В 2014 году она была удостоена почётного упоминания в региональной категории (Европа). В глобальных рейтингах за 2015, 2016 и 2017 годы «Алабуга» была названа лучшей в Европе особой экономической зоной для крупного бизнеса. В 2016 и 2017 годах она также получила почётное упоминание в глобальном рейтинге ОЭЗ для крупных компаний.
«Алабуга» была также отмечена российскими отраслевыми наградами: в частности, в рамках Петербургского международного экономического форума в 2015 году особая экономическая зона была отмечена «Премией Развития» Внешэкономбанка как «Лучший проект по комплексному развитию территорий».